# Einzelplatzcomputer
Einzelplatzcomputer (veraltet) sind PCs, die keine Verbindung zu anderen Computern haben. Diese als Insellösung betriebenen PCs sind also nicht vernetzt, d. h. nicht an Kommunikationsnetzen angeschlossen.
Als Einzelplatzcomputer oder -rechner kann man auch die deutsche Übersetzung des "Personal Computer" bezeichnen. Es haben sich jedoch hier eher Begriffe wie Heimcomputer und Arbeitsplatzrechner eingebürgert. Bei dieser Verwendung ist jedoch nicht eine Nutzung im Netzwerk verneint, sondern es soll der Gegensatz zu traditionellen, bis in die 70er Jahre weit verbreiteten, Bildschirmsystemen (englisch Terminal) betont werden, die gemeinsam an einen Großrechner angeschlossen sind und keine bis wenig eigene Rechenleistung bieten.